# 人取橋の戦い
人取橋の戦い（ひととりばしのたたかい）は、二本松城主畠山義継が伊達輝宗を拉致して両者とも死去した事件がきっかけで、天正13年11月17日（1586年1月6日）に旧安達郡本宮の人取橋付近で起きた戦い。
陸奥国南部の洞（うつろ）の中央集権化を画策していた伊達氏は、伊達政宗を擁して弔い合戦をしていた二本松城攻めの最中、二本松救援の名目で駆け付けた佐竹氏および蘆名氏らの南奥諸大名の連合軍と激突した。戦闘自体は連合軍が優勢だったが、伊達軍の鬼庭良直などの家臣の奮戦や連合軍の軍師の死亡などにより、連合軍は撤退し、決着はつかずに終わった。
室町幕府の崩壊による奥州探題の権威の喪失や伊達晴宗の死去、天正12年の蘆名盛隆死去後の蘆名家の混迷と家督相続問題、天正13年（1585年）5月の伊達政宗の蘆名攻め（関柴合戦）での敗報、羽柴秀吉の関白就任による朝廷の権威の回復、晴宗の次男伊達輝宗の急死による伊達家中の世代交代、二本松畠山氏の頑強な籠城戦が重なり、伊達氏の洞が佐竹氏、岩城氏、二階堂氏、蘆名氏、白河結城氏、石川氏らの洞により取って代わられる機会が生じたことで起きた戦いである。

## 背景
天正10年（1582年）6月2日、本能寺の変が起こり、織田信長が天下統一を目前にして倒れた。伊達輝宗は南奥諸大名の洞の中央集権化をはかり、相馬盛胤・義胤を攻め祖父・伊達稙宗の隠居領・伊具郡を奪還した。
天正12年（1584年）10月6日、蘆名盛隆が死去し、当主を失った蘆名家は内紛の危機に直面した。このとき塩松領の小浜城主・大内定綱は政宗の正室・愛姫の実家である田村氏と対立を深めていた。塩松領は伊達領と二本松領、田村領、相馬領に囲まれた緩衝地帯である。同10月、父・輝宗から家督を譲られた伊達政宗は定綱に伊達家への臣従を迫った。定綱は臣従を拒み、蘆名家を頼って反旗を翻した。
天正13年（1585年）5月、政宗は蘆名氏を攻め敗北を喫した。7月、羽柴秀吉が関白となり豊臣姓を名乗った。8月、政宗は大内定綱を塩松領に攻め、定綱は二本松領、蘆名領へ逃れた。政宗は定綱と姻戚関係にあった二本松城主二本松義継に対しても攻撃を加え、義継は輝宗の斡旋を受けて降伏した。
10月8日、義継は宮森城にて会談中に輝宗を拉致し、政宗の追っ手によって輝宗と同時に討たれた。
父の元より前日に飛脚が来て、本日帰還すると聞いていた義継の遺児、国王丸は喜び勇み、これを迎えようと阿武隈川の辺りまで出向いたが、軍勢が鉄砲の音を立てて迫ってくるのを見て驚いた。二本松氏は義継の従弟・新城盛継を中心に国王丸を擁して籠城戦の展開をはじめた。まず佐竹・会津両所へ急使をもって通達し、二本松の支城本宮・玉の井・渋川の三ヵ所をあけ、その人数を二本松に集めた。
10月15日、政宗は父の初七日が明けると、正室愛姫の父田村清顕、輝宗の弔い合戦として加勢の要請を承諾していた相馬義胤とともに13,000の兵を率いて二本松城攻めを開始した。
11月2日 、二本松氏救援のため佐竹義重・義宣・蘆名亀王丸・二階堂阿南・岩城常隆・石川昭光・白川義親・義広ら南奥諸大名が挙兵・派兵して集結した。
11月10日、連合勢は須賀川まで進出。
この時、「篠川日出山小荒田郡山」は田村氏の領地であり、佐竹義宣（原文ママ）が布陣した地に「窪田」（窪田城）とある。伊達政宗を援けて二本松城攻めに参加していた相馬義胤は石川、白川、須田伯耆（月見館）などが寝返る風聞が立ったため、これを大事として帰陣していた。また田村清顕は家臣田村右近大夫が居住する阿久津（郡山市阿久津）の巳午の方角（南南東）の行合（行合寺付近か）に布陣した。
連合軍接近との報を受けた政宗は、二本松城の包囲部隊を残して自軍の諸城を固めた上で、自らは主力7,000を率いて迎撃のため岩角城を経て本宮城に入った。

## 経過
11月17日、本宮城を出た政宗は、安達太良川を渡って南方の観音堂山に布陣する。前日のうちに五百川南方の前田沢に布陣していた佐竹および南奥諸大名の連合軍は、伊達本陣をめがけて北進を開始し、瀬戸川（阿武隈川支流）に架かる人取橋付近で両軍が激突する。伊達軍と連合軍の兵力差は7,000対30,000と4倍以上であった。

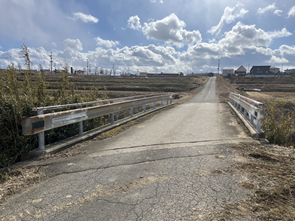
現在の人取橋（茂庭橋）。（橋の左手奥に墓が見える。墓のある場所は、相手陣営側。）

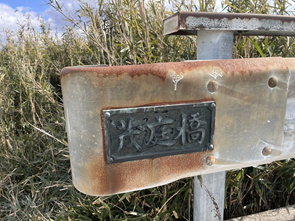
茂庭橋のプレートが付いている。

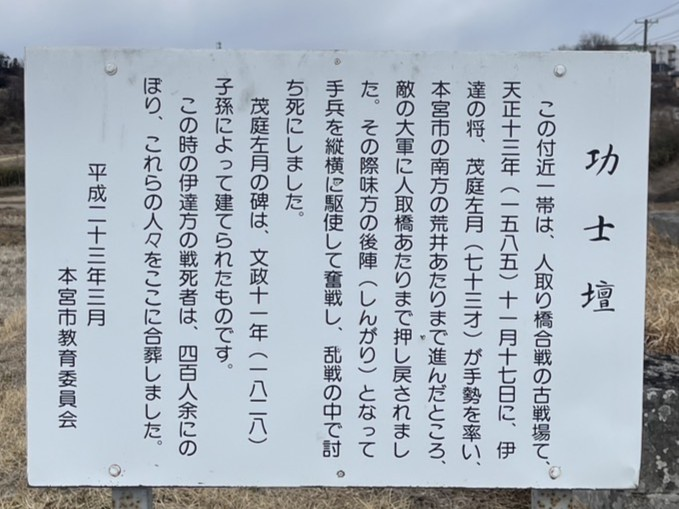
「功士壇」の説明。

戦闘は連合軍の一方的な攻勢に終始した。兵数に劣る伊達軍は潰走し、連合軍は伊達本陣に突入、政宗自身も鎧に矢1筋・銃弾5発を受けた。敗色濃厚となった伊達軍は政宗を逃がすべく、軍配を預かった宿将・鬼庭左月斎（茂庭左月）が殿を務め、人取橋を越えて敵中に突入して討ち死にを遂げた。また東方の瀬戸川館に布陣していた伊達成実の軍勢500も、挟撃を受けたが、踏み止まって時間を稼いだため、政宗は本宮城に逃れた。伊達軍の壊滅は必至であったが、日没を迎えたため、この日の戦闘は終結した。
ところが同日夜、佐竹家の部将・小野崎義昌（佐竹義篤の子で義重の叔父にあたる）が陣中で家臣に刺殺されるという事件が発生し、さらには本国に北条方の馬場城主江戸重通や安房の里見義頼らが攻め寄せるとの報が入ったため、佐竹軍は撤退を決定した。優勢な状況下で30,000の軍勢が撤退したことは、後年さまざまな憶測を呼び、佐竹氏の本国急変は政宗による裏工作があった等の説が生み出されるに至った。

## 結果
この戦の勝敗については、政略面・戦術面から見れば南奥諸大名を伊達氏の洞の支配下から解放させた連合軍の勝利であった。ただし、5年前の御代田合戦（人取橋の戦いと同じように、佐竹氏を中心とした連合軍が伊達方であった田村氏を破った戦い）の段階で南奥諸大名の主導権は伊達氏から佐竹氏に移っていたとする説もあり、既に確立していた佐竹氏の洞を守っただけに過ぎないとする見方も成立する。
一方、戦略面から見た場合、連合軍はひとまず二本松城陥落を阻止し、伊達軍に対し損害を与えたものの、本宮城を攻略する、あるいは伊達軍を壊滅に追い込むには至らなかったため、決定的戦果を挙げたとまでは言えない。
政宗は岩角城から小浜城へと引き上げ、ここに滞在して冬を越した。翌春から二本松攻めを再開したが、守将・新城盛継の防戦と、南奥諸大名による後詰めのため抜くことができなかった。籠城する二本松勢も戦闘継続の限界に達したため、7月16日に相馬義胤の斡旋を受けて、二本松勢の会津退去を条件に和睦が成立し、二本松城は無血開城した。このことについて蘆名家臣団からは佐竹義重へ訴状が届いている。
この戦以降、佐竹氏は北条氏との戦闘が激化したため、再び伊達氏に対して積極的軍事行動に出ることは無くなった。伊達成実が二本松城主となったものの、伊達稙宗・晴宗によって築かれた洞は瓦解し、南奥羽の伊達氏を中心とする政治体制・外交秩序は後に佐竹氏を中心とする連合勢にその主導権を奪われることとなった。対してこの旧来の体制からの脱却と奥羽の覇権を求めた伊達政宗は二本松城という足がかりを得てさらなる領土拡大を目指し蘆名領へ武力侵攻を進めた。
合戦が行われた福島県本宮市の国道4号沿いには、戦死した鬼庭左月斎の墓と古戦場跡碑が残る。